# Pictilabrus
Pictilabrus is een geslacht van straalvinnige vissen uit de familie van lipvissen (Labridae).

## Soorten
De volgende soorten zijn bij het geslacht ingedeeld:
- Pictilabrus brauni (Hutchins & Morrison, 1996)
- Pictilabrus laticlavius (Richardson, 1840)
- Pictilabrus viridis (Russell, 1988)